# 食道腺
食道腺(英: esophageal gland)とは粘液型の複合胞状外分泌腺。
食道腺は粘膜下層組織に存在し、長い導管により表面に開口する。